# سابین (ویسکانسین)
سابین (به انگلیسی: Sabin) یک منطقهٔ مسکونی در ایالات متحده آمریکا است که در شهرستان ریچلند، ویسکانسین واقع شده‌است.